# Шарі Федак
Ша́рі Фе́дак (угор. Fedák Sári, нар. 27 вересня 1879 в Берегові — пом. 5 травня 1955 в Будапешті) — угорська акторка і співачка, одна із найвідоміших примадон свого часу. На думку американського журналіста і документаліста Річарда Траубнера, Федак і Шарі Петраш (Sári Petráss) є «найвідомішими угорками — зірками оперетти всіх часів».

## Біографія
Вчилася акторської майстерності в Сіді Ракоші до 1899 року, коли розпочала свою кар'єру у театральній компанії Magyar Színház. З 1900 року вона грала у Пожоні (тепер Братислава), а також у кількох театрах у Будапешті, включно з Непсінгаз (Népszínház), Кірай-Сінгаз (Király Színház) та Віґсінгаз (Vígszínház).
З початком першої світової війни висловилася проти Австро-Угорської монархії. Пізніше, в часи Угорської Радянської Республіки агітувала за підтримку Червоної Армії. 
1922 року після 6 років стосунків одружилася з письменником Ференцом Мольнаром. Вони розлучилися 1925 або 1926 року через взаємні звинувачення у зраді.
1923 року приєдналася до театру Февароші Оперетсінгаз (Fővárosi Operettszínház). Починаючи з 1940 була провідною акторкою в театрі Уй-Модьйор-Сінгаз (Új Magyar Színház). 1944 року, працюючи на віденській радіостанції Donausender вона закликала Угорщину продовжувати участь у другій світовій війні на боці Німеччини, за що її було ув'язнено до восьми місяців після війни. Крім того їй на три роки заборонили грати в театрі.
Після падіння республіки Федак втекла до Відня, де її було заарештовано і ненадовго ув'язнено у Wiener Neustadt. Вона змогла грати у Відні лише з 1920 року. Крім того вона виступала у Берліні та Парижі у 1921 та 1925 роках відповідно. 1934 року вона гастролювала кількома американськими містами.
Після виходу із в'язниці вона переїхала до Ньїредьгази, завершивши акторську кар'єру. 
Померла 1955 року у віці 75 років. Похована на цвинтарі Фаркашреті.

## Вшанування пам'яті

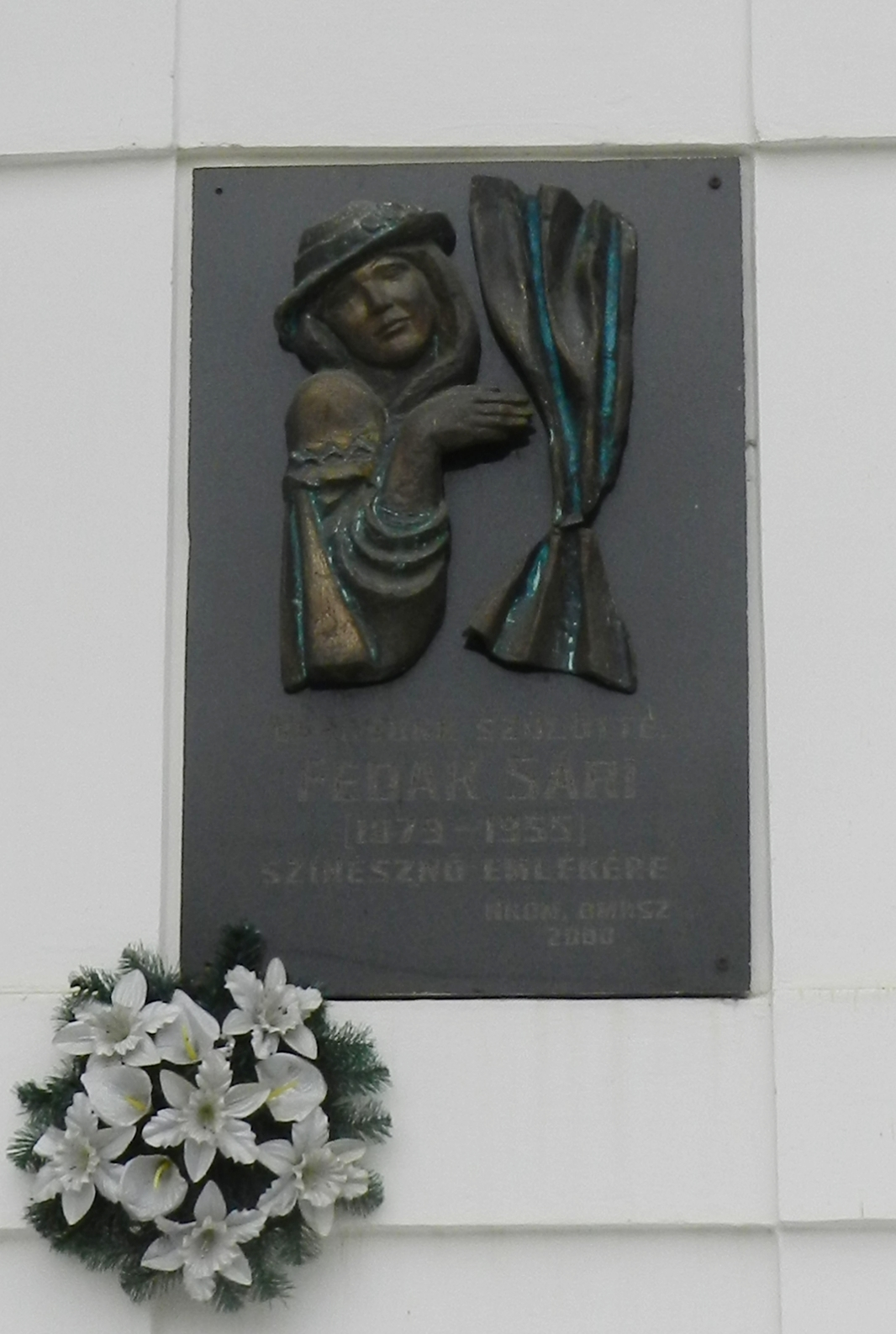
Меморіальна табличка на честь Шарі Федак

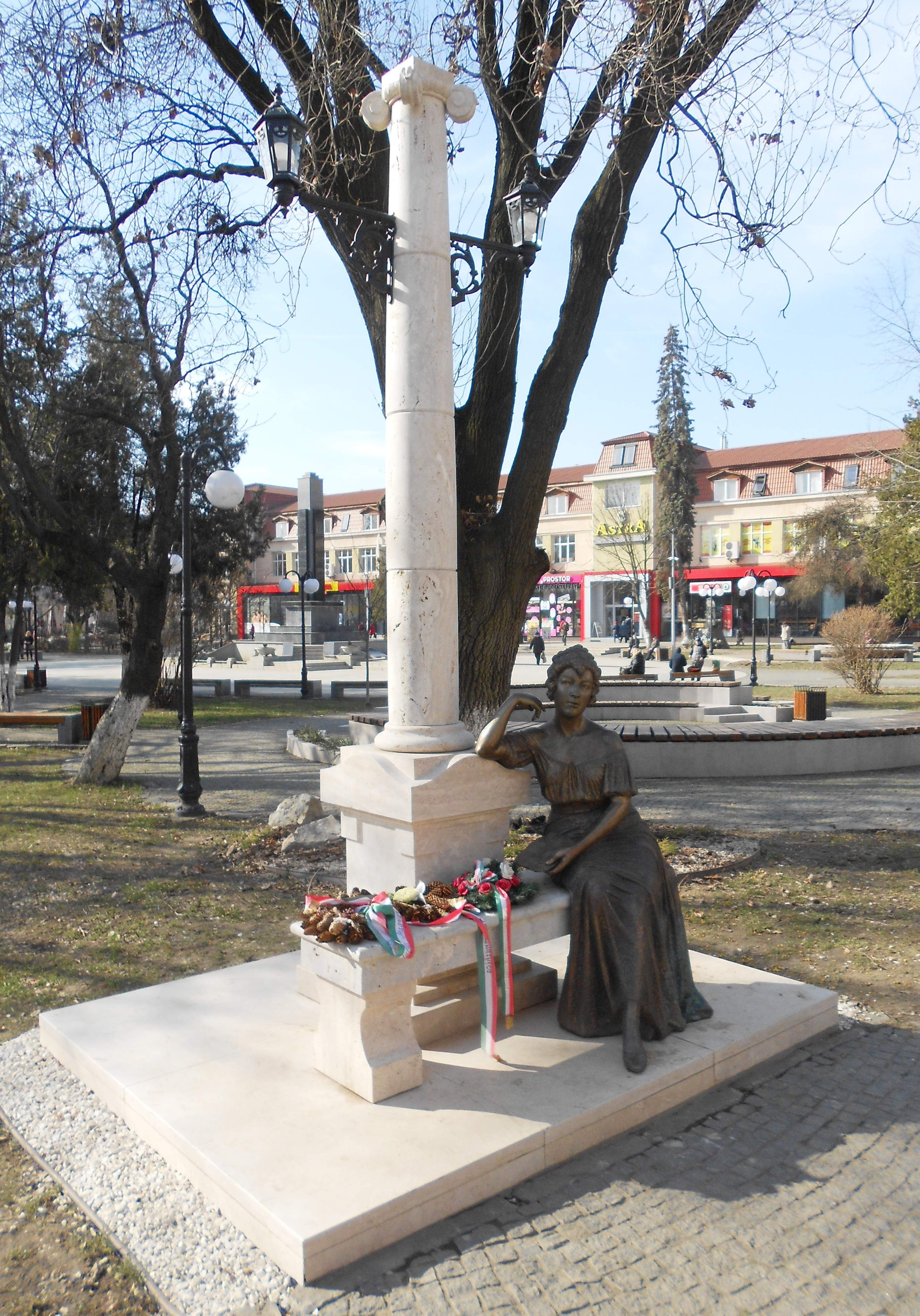
Скульптура Шарі Федак у Берегові, авторства Михайла Колодка

В Берегові, рідномі місті акторки, за адресою вулиця Мукачівська, 83, міститься палац, побудований в 1912 р., який належав Шарі Федак. У радянські часи в конфіскованому палаці розмістили дитячий садок санаторного типу, нині тут розташований єпископат Закарпатської реформатської церкви. На території палацу встановлено меморіальний пам'ятник на честь реформатських священників, репресованих сталінським режимом. Фасад палацу прикрашає пам'ятна дошка на честь власниці будинку Шарі Федак.

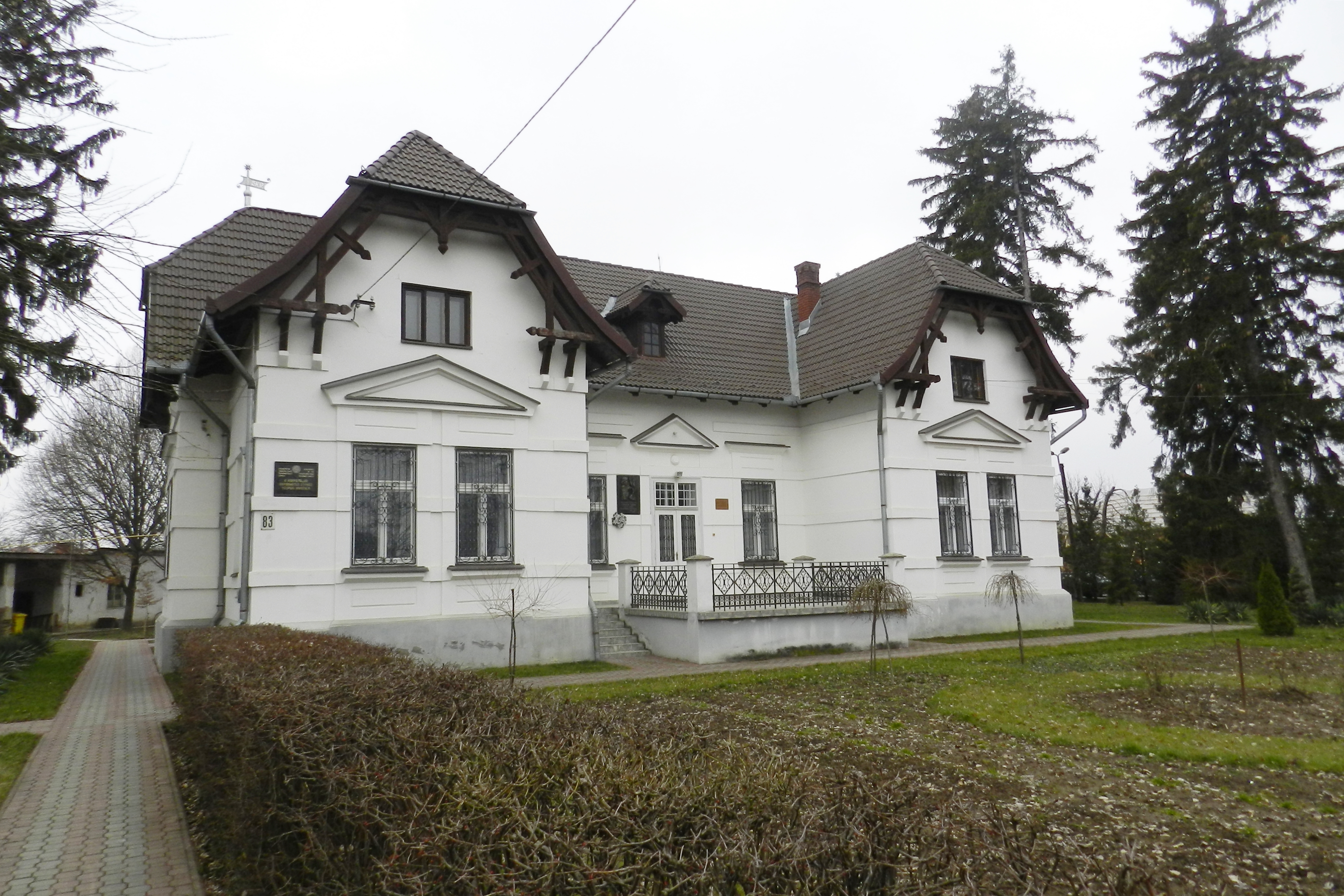
Палац Шарі Федак, 1912 р.

26 жовтня 2018 р. в Берегові, у парку Героїв було відкрито бронзову скульптуру Шарі Федак. Скульптура розміщена навпроти входу у Берегівський угорський національний театр ім. Д. Ійєша, з ініціативи акторів театру. Автором скульптури став ужгородський скульптор Михайло Колодко, відомий своїми авторськими мініскульптурками.